# Королівство Фінляндія (1742)
Спроба створити Королівство Фінляндія відбулася у 1742 році. Тоді, у результаті російської окупації в російсько-шведській війні 1741–1743 років і обіцянок зробити країну незалежною, фіни обрали тодішнього герцога Петра Гольштейн-Готторпського (який пізніше став спадкоємцем російського престолу та імператором як Петро III) королем Фінляндії. Однак політична ситуація переросла в ідею незалежності Фінляндії і швидко зникла. 